# D66-lijsttrekkersreferendum 2006
In juni 2006 hield D66 een intern referendum over het lijsttrekkerschap van de partij bij de Tweede Kamerverkiezingen van 2006.
De aanleiding voor de verkiezingen was het aftreden van Boris Dittrich na zijn optreden bij het debat over de Task Force Uruzgan.
D66 heeft lijsttrekkersreferenda sinds de jaren 60, waarbij meestal een beperkt aantal high profile kandidaten het opnemen tegen minder bekende kandidaten die altijd weinig kans maken. In de media werden twee kandidaten als serieuze kandidaten benaderd en voor de overige zes was er weinig aandacht. De acht kandidaten waren:
- Alexander Pechtold, op dat moment minister voor Bestuurlijke vernieuwing en Koninkrijksrelaties. Daarvoor was hij partijvoorzitter van D66 tussen 2002 en 2005. Hij zette zich neer als een anti-establishment kandidaat die zich afzette tegen de "vieze en vunzige politiek" in Den Haag. Pechtold werd onder andere gesteund door Hans van Mierlo.
- Lousewies van der Laan, op dat moment fractievoorzitter van de partij in Tweede Kamer. Daarvoor was zij vier jaar lang lid van het Europees Parlement. Zij richtte zich bij de verkiezingen vooral tot de basis van de partij.
- Ricardo Gomila Vergara, een "actief-kritisch" partijlid.
- Simone Kuiter, oprichter van de idealistische organisatie For Love and Grow[1]
- Carlo Strijk, een televisiepresentator en trainer.
- André van Wanrooij die ook al (onsuccesvol) deel nam aan het interne lijsttrekkersreferendum in 2003.
- Hein Westerouen van Meeteren, die negende was op de lijst van de Tweede Kamerverkiezingen van 2006.
- Jan Zelle, fractievoorzitter in Zwolle.

Leden konden hun voorkeur duidelijk maken op het partijcongres van 24 juni 2006 of via een poststembiljet. Slechts leden die voor 29 mei 2006 lid waren hadden stemrecht.
Vijf stemronden waren nodig om de lijsttrekker te bepalen. Uiteindelijk werd Pechtold verkozen als nieuwe lijsttrekker. In de laatste ronden kreeg hij 2009 van de 3823 stemmen. Dat was 52,6% van de stemmen. Tweede was Van der Laan met 1752 stemmen (45,8%). In de eerste ronde kreeg Pechold 47,6% van de stemmen, Van der Laan 42,6% en Hein van Meeteren 4,7%.

## Uitslag
| Naam                          | Ronde 1        | Ronde 2        | Ronde 3        | Ronde 4        | Ronde 5        | Ronde 6        |
| ----------------------------- | -------------- | -------------- | -------------- | -------------- | -------------- | -------------- |
| Lousewies van der Laan        | 1662           | 1663           | 1664           | 1673           | 1692           | 1752           |
| Alexander Pechtold            | 1860           | 1862           | 1865           | 1877           | 1895           | 2009           |
| Hein Westerouen van Meeteren  | 189            | 189            | 190            | 199            | 221            | afgevallen     |
| Carlo Strijk                  | 64             | 64             | 68             | 75             | afgevallen     | afgevallen     |
| Simone Kuiter                 | 44             | 47             | 50             | afgevallen     | afgevallen     | afgevallen     |
| Jan Zelle                     | 14             | 16             | afgevallen     | afgevallen     | afgevallen     | afgevallen     |
| Ricardo Gomila Vergara        | 10             | afgevallen     | afgevallen     | afgevallen     | afgevallen     | afgevallen     |
| André van Wanrooij            | teruggetrokken | teruggetrokken | teruggetrokken | teruggetrokken | teruggetrokken | teruggetrokken |
| blanco                        | 62             | 62             | 62             | 62             | 62             | 62             |
| totaal aantal geldige stemmen | 3905           | 3903           | 3899           | 3886           | 3870           | 3823           |